# Oleg Tverdokhleb
Oleg Tverdokhleb (Dnipró, Ucrania, 3 de noviembre de 1969-18 de septiembre de 1995) fue un atleta ucraniano especializado en la prueba de 400 m vallas, en la que ha conseguido ser campeón europeo en 1994.

## Carrera deportiva
En el Campeonato Europeo de Atletismo de 1994 ganó la medalla de oro en los 400 m vallas, corriéndolos en un tiempo de 48.06 segundos, llegando a meta por delante del sueco Sven Nylander y del francés Stéphane Diagana (bronce con 48.23 segundos).